# 2014 год в театре

## События
- 13 апреля — в Королевском театре Ковент-Гарден (Лондон) прошла церемония вручения премии Лоренса Оливье. В драматических номинациях лидировала новая пьеса Люси Кирквуд «Кимерика», лучшим мюзиклом был назван «Книга Мормона».
- 8 июня — в концертном зале «Радио Сити Мьюзик Холл» (Нью-Йорк) прошла 68-я церемония вручения премии «Тони», на которой новый мюзикл «Руководство джентльмена по любви и убийству» взял 4 премии из 10 номинаций, а пьеса Теннеси Уильямса «Стеклянный зверинец» выиграла свою первую Тони, пережив до этого 7 постановок на Бродвее без единой награды.[1]

### Премьеры
- 29 июня — премьера балета Джона Ноймайера «Татьяна», Гамбургский балет[2].
- 4 октября — премьера мюзикла «Призрак Оперы» на русском языке, «Театр МДМ», Москва.
- 22 октября — премьера мюзикла «Всё о Золушке», «Театр мюзикла», Москва.

## Фестивали
- Прошёл VII Саратовский областной театральный фестиваль «Золотой Арлекин». Торжественное награждение лауреатов VII областного театрального фестиваля состоялось в Международный день театра
- Прошёл IV Международный Платоновский фестиваль искусств в городе Воронеж. На суд зрителей были представлены театральные постановки из Чехии, Дании и Польши [3]
- В Москве и Воронеже прошёл Международный фестиваль театра для детей "Большая перемена" [4]

## Скончались
- 30 января — Бабиле, Жан (90), французский балетмейстер, хореограф и танцовщик
- 7 апреля — Семёнова, Людмила Константиновна (93) — советская балерина, солистка Горьковского театра оперы и балета им. А. С. Пушкина, заслуженная артистка РСФСР[5]
- 2 мая — Агеев, Владимир Викторович (55), российский театральный режиссёр, лауреат премии «Чайка» и фестиваля «Золотая Маска»[6]
- 16 июля — Линецкий, Виталий Борисович (42), украинский актёр театра и кино, заслуженный артист Украины
- 7 августа — Панченко, Кирилл Маратович (54), российский театральный режиссёр, Заслуженный артист Российской Федерации, Заслуженный артист Украины
- 13 сентября — Фоерберг, Шарль Исаакович (69), украинский актёр театра кукол, ведущий мастер сцены, Заслуженный артист Украины, педагог, член Международного Союза кукольных театров UNIMA-Украина, лауреат премии «Киевская пектораль»[7]
- 5 октября — Любимов, Юрий Петрович (97), советский и российский театральный режиссёр, актёр и педагог. Народный артист Российской Федерации[8]
- 21 октября — Мария Црнобори, сербская и югославская актриса театра и кино, театральный деятель.
- 5 ноября - Девотченко, Алексей Валерьевич, российский актёр театра и кино
- 16 ноября -  Йован Чирилов, сербский театральный деятель.
- 20 декабря — английский танцовщик, солист Королевского балета и художник по костюмам Дерек Ренчер[англ.].

## Новые театры
В Воронеже открылся «Театр равных», половину труппы которого составляют ребята с ограниченными возможностями здоровья. Во главе творческого процесса театра стоит профессиональный режиссёр-постановщик .